# 阿凱夫斯
阿凱夫斯（？—前213年），為塞琉古帝國的一位將軍，後來自立為國王，企圖從塞琉古帝國獨立。勞迪絲二世的兄弟安德羅馬庫斯是他的父親，阿凱夫斯娶了本都王國米特里達梯二世的女兒勞迪絲。
阿凱夫斯曾跟隨塞琉古三世越過托魯斯山脈遠征帕加馬王國阿塔羅斯一世，並為塞琉古三世遭到暗殺這事報仇。雖然阿凱夫斯的身份可以輕易獲得王位，但他依舊效忠皇家。塞琉古三世的繼任者安條克三世於前223年任命阿凱夫斯總管托魯斯山脈以西的小亞細亞地區，隨後阿凱夫斯奪回被阿塔羅斯一世占領小亞細亞的失土，迫使帕加馬王國領土僅剩帕加馬周圍的地區。然而，安條克三世的大臣赫米亞斯誣陷阿凱夫斯謀反，為了自保阿凱夫斯占據托魯斯山脈以西的小亞細亞地區並自立為國王。由於安條克三世此刻正與埃及托勒密四世交戰，在很長的一段時間內都沒討伐阿凱夫斯，直到安條克三世與托勒密王國締結和約後才越過托魯斯山脈，聯合帕加馬阿塔羅斯一世進攻阿凱夫斯的領地，並圍攻阿凱夫斯的根據地薩第斯。
在經過長達兩年的圍攻，薩第斯於前213年陷落，托勒密大臣索西比烏斯的屬下玻利斯（Bolis）向阿凱夫斯保證人身安全，但玻利斯卻把阿凱夫斯交給安條克三世，而安條克三世立即處死阿凱夫斯。

## 腳注
1. ↑  波利比烏斯, 4.51.4 （页面存档备份，存于）, 8.22.11 （页面存档备份，存于）
2. ↑  波利比烏斯, 4.2.6 （页面存档备份，存于）, 4.48 （页面存档备份，存于）, 5.40, 5.42 （页面存档备份，存于）, 5.57 （页面存档备份，存于）, 7.15–18 （页面存档备份，存于）, 8.17–23 （页面存档备份，存于）